# Leroy Robertson
Leroy Robertson (* 21. Dezember 1896 in Fountain Green, Utah; † 25. Juli 1971 in Salt Lake City, Utah) war ein US-amerikanischer Komponist.
Robertson war Schüler von George Whitefield Chadwick, Ernest Bloch und Hugo Leichtentritt. Seit 1925 unterrichtete er an der Brigham Young University, von 1948 bis 1962 an der University of Utah in Salt Lake City.
Er komponierte zwei Sinfonien, mehrere Ouvertüren, Praeludium, Scherzo und Ricercare und eine Passacaglia für Orchester, ein Violin- und ein Cellokonzert, zwei Klavierkonzerte, kammermusikalische Werke, Klavier- und Orgelstücke, das Oratorium Aus dem Buch Mormon, das als sein Hauptwerk gilt, sowie Chorstücke und Lieder für die Mormonengemeinde.
| Personendaten    | Personendaten               |
| ---------------- | --------------------------- |
| NAME             | Robertson, Leroy            |
| KURZBESCHREIBUNG | US-amerikanischer Komponist |
| GEBURTSDATUM     | 21. Dezember 1896           |
| GEBURTSORT       | Fountain Green, Utah        |
| STERBEDATUM      | 25. Juli 1971               |
| STERBEORT        | Salt Lake City              |